# 2000年スペイン総選挙
2000年スペイン総選挙（2000ねんスペインそうせんきょ、スペイン語：Elecciones generales de España de 2000）は、スペインにおける国会を構成する議員を選出するために2000年3月に行われたスペインにおける選挙である。元老院（上院）と代議院（下院）の両院で選挙が行われたが、ここでは代議院の選挙結果についてのみ取り上げる。

## 概要
前回、1996年の総選挙で政権の座についた国民党政権の下で行われたが、好調な経済を背景に国民党が再び勝利を収める結果となった。一方、政権奪回を目指した社会労働党は前回よりも議席を減らし敗北、スペイン共産党を中心とした統一左翼も前回よりも大幅に議席を減らす結果となった。
- 首相：ホセ・マリア・アスナール（国民党）
- 投票日：2000年3月12日
- 有権者数：33,969,640名
- 選挙制度[1]：県単位（52県）の比例代表制（350議席）

1. 選挙区定数は人口比例で配分される。但し、アフリカ地域の2県（セウタ・メリリャ）は定数1の小選挙区制
2. 投票は政党あるいはその連合のリストを選択する。個人候補は認められない。
3. 各リストへの議席配分は、県単位のドント式で実施するが、得票率が3％未満のリストは議席配分の対象外となる。

## 選挙結果
- 投票率：68.71%
- 有効得票数：23,181,274票

| 党派                                    | 得票数     | 得票率 | 議席数 | 増減 |
| --------------------------------------- | ---------- | ------ | ------ | ---- |
| 国民党（PP）                            | 10,321,178 | 44.52% | 183    | 27   |
| 社会労働党（PSOE）                      | 7,918,752  | 34.16% | 125    | 16   |
| 集中と統一（CiU）                       | 970,421    | 4.19%  | 15     | 1    |
| 統一左翼（IU）                          | 1,263,043  | 5.45%  | 8      | 13   |
| バスク民族主義党（PNV）                 | 353,953    | 1.53%  | 7      | 2    |
| カナリア諸島連合（CC）                  | 248,261    | 1.07%  | 4      | =    |
| ガリシア民族主義ブロック（BNG）         | 306,268    | 1.32%  | 3      | 1    |
| アンダルシーア主義党 (PA)               | 206,255    | 0.89%  | 1      | 1    |
| カタルーニャ共和主義左翼（ERC）         | 194,715    | 0.84%  | 1      | =    |
| カタルーニャ主導-緑の党選挙連合（IC-V） | 119,290    | 0.51%  | 1      | 1    |
| バスク連帯党（EA）                      | 100,742    | 0.43%  | 1      | =    |
| アラゴン主義連合 (CHA)                  | 75,356     | 0.33%  | 1      | 1    |
|                                         |            |        | 350    |      |

出所：“Detalle de Elecciones－Elecciones Congreso de los Diputados Marzo 2000”等。なお、議席を獲得できなかった政党の得票数及び率については除外した。